# Culicoides talgariensis
Culicoides talgariensis är en tvåvingeart som beskrevs av Gutsevich och Smatov 1966. Culicoides talgariensis ingår i släktet Culicoides och familjen svidknott. Inga underarter finns listade i Catalogue of Life.